# HD 91706
HD 91706，又名BD-22 2952，SAO 178993、HR 4149，是一颗恒星，视星等为6.1，位于銀經266.45，銀緯29.86，其B1900.0坐标为赤經10h 30m 12.1s，赤緯-22° 29.86′ 37″。